# Lista de prêmios e indicações recebidos por Heath Ledger
Esta é uma lista com os prêmios ganhos e indicações recebidas por Heath Ledger.  

## Prêmios e indicações
| Prêmio                                               | Ano  | Filme                                          | Categoria                            | Resultado |
| ---------------------------------------------------- | ---- | ---------------------------------------------- | ------------------------------------ | --------- |
| Academy Awards                                       | 2006 | Brokeback Mountain                             | Melhor ator                          | Indicado  |
| Academy Awards                                       | 2009 | The Dark Knight                                | Melhor ator coajuvante               | Venceu    |
| Australian Film Institute Awards                     | 1999 | Two Hands                                      | Melhor ator estreante                | Indicado  |
| Australian Film Institute Awards                     | 2003 | Ned Kelly                                      | Melhor ator                          | Indicado  |
| Australian Film Institute Awards                     | 2005 | Brokeback Mountain                             | Melhor ator estrangeiro              | Venceu    |
| Australian Film Institute Awards                     | 2005 | Brokeback Mountain                             | Reader's Choice Award de Melhor ator | Venceu    |
| Australian Film Institute Awards                     | 2006 | Candy                                          | Melhor ator                          | Indicado  |
| Australian Film Institute Awards                     | 2008 | The Dark Knight                                | Melhor ator estrangeiro              | Venceu    |
| Boston Society of Film Critics Awards                | 2008 | The Dark Knight                                | Melhor ator coadjuvante              | Venceu    |
| Brisbane International Film Festival Awards          | 2008 | Contribuição a indústria do cinema australiano | Chauvel Award                        | Venceu    |
| British Academy Film Awards (BAFTA)                  | 2006 | Brokeback Mountain                             | Melhor ator                          | Indicado  |
| British Academy Film Awards (BAFTA)                  | 2009 | The Dark Knight                                | Melhor ator coadjuvante              | Venceu    |
| Broadcast Film Critics Association Awards            | 2005 | Brokeback Mountain                             | Melhor ator                          | Indicado  |
| Broadcast Film Critics Association Awards            | 2008 | The Dark Knight                                | Best Supporting Actor                | Venceu    |
| Broadcast Film Critics Association Awards            | 2008 | The Dark Knight                                | Melhor elenco                        | Indicado  |
| Central Ohio Film Critics Association Awards         | 2006 | Brokeback Mountain                             | Melhor ator                          | Venceu    |
| Central Ohio Film Critics Association Awards         | 2008 | The Dark Knight                                | Melhor ator coadjuvante              | Venceu    |
| Central Ohio Film Critics Association Awards         | 2008 | The Dark Knight                                | Melhor ator coadjuvante              | Venceu    |
| Chicago Film Critics Association                     | 2005 | Brokeback Mountain                             | Melhor ator                          | Indicado  |
| Chicago Film Critics Association                     | 2008 | The Dark Knight                                | Melhor ator coadjuvante              | Venceu    |
| Dallas-Fort Worth Film Critics Association Awards    | 2008 | The Dark Knight                                | Melhor ator coadjuvante              | Venceu    |
| Film Critics Circle of Australia                     |      | Two Hands                                      | Melhor ator                          | Indicado  |
| Film Critics Circle of Australia                     | 2003 | Ned Kelly                                      | Melhor ator                          | Indicado  |
| Film Critics Circle of Australia                     | 2006 | Candy                                          | Melhor ator                          | Indicado  |
| Florida Film Critics Circle Awards                   | 2008 | The Dark Knight                                | Melhor ator coadjuvante              | Venceu    |
| Golden Globe Awards                                  | 2006 | Brokeback Mountain                             | Melhor ator                          | Indicado  |
| Golden Globe Awards                                  | 2009 | The Dark Knight                                | Melhor ator coadjuvante              | Venceu    |
| Independent Spirit Awards                            | 2005 | Brokeback Mountain                             | Melhor ator                          | Indicado  |
| Independent Spirit Awards                            | 2008 | I'm Not There                                  | Robert Altman Award                  | Venceu    |
| Inside Film Awards                                   | 2006 | Brokeback Mountain                             | Melhor ator                          | Indicado  |
| Iowa Film Critics Awards                             | 2008 | The Dark Knight                                | Melhor ator coadjuvante              | Venceu    |
| Kansas City Film Critics Awards                      | 2008 | The Dark Knight                                | Melhor ator coadjuvante              | Venceu    |
| Las Vegas Film Critics Society Awards                | 2005 | Brokeback Mountain                             | Melhor ator                          | Indicado  |
| Las Vegas Film Critics Society Awards                | 2008 | The Dark Knight                                | Melhor ator coadjuvante              | Venceu    |
| London Film Critics' Circle                          | 2005 | Brokeback Mountain                             | Ator favorito                        | Indicado  |
| London Film Critics' Circle                          | 2008 | The Dark Knight                                | Ator favorito                        | Venceu    |
| Los Angeles Film Critics Association Awards          | 2008 | The Dark Knight                                | Melhor ator coadjuvante              | Venceu    |
| New York Film Critics Circle Awards                  | 2005 | Brokeback Mountain                             | Melhor ator                          | Venceu    |
| Online Film Critics Society Awards                   | 2006 | Brokeback Mountain                             | Melhor ator                          | Indicado  |
| Online Film Critics Society Awards                   | 2009 | The Dark Knight                                | Melhor ator coadjuvante              | Venceu    |
| People's Choice Awards                               | 2009 | The Dark Knight                                | Ator favorito                        | Venceu    |
| People's Choice Awards                               | 2009 | The Dark Knight                                | Melhor ator fantasiado               | Venceu    |
| Phoenix Film Critics Society Awards                  | 2005 | Brokeback Mountain                             | Melhor ator                          | Venceu    |
| Phoenix Film Critics Society Awards                  | 2008 | The Dark Knight                                | Melhor ator coadjuvante              | Venceu    |
| San Francisco Film Critics Circle Awards             | 2005 | Brokeback Mountain                             | Melhor ator                          | Venceu    |
| San Francisco Film Critics Circle Awards             | 2008 | The Dark Knight                                | Melhor ator coadjuvante              | Venceu    |
| Santa Barbara International Film Festival Awards     | 2006 | Brokeback Mountain                             | Ator favorito                        | Venceu    |
| Satellite Awards                                     | 2005 | Brokeback Mountain                             | Melhor ator                          | Indicado  |
| Satellite Awards                                     | 2008 | The Dark Knight                                | Melhor ator coadjuvante              | Venceu    |
| Saturn Awards                                        | 2009 | The Dark Knight                                | Melhor ator coadjuvante              | Venceu    |
| Scream Awards                                        | 2008 | The Dark Knight                                | Melhor ator fantasiado               | Venceu    |
| Scream Awards                                        | 2008 | The Dark Knight                                | Melhor vilão                         | Venceu    |
| Screen Actors Guild Awards                           | 2005 | Brokeback Mountain                             | Melhor elenco                        | Indicado  |
| Screen Actors Guild Awards                           | 2005 | Brokeback Mountain                             | Melhor ator                          | Indicado  |
| Screen Actors Guild Awards                           | 2008 | The Dark Knight                                | Melhor ator coadjuvante              | Venceu    |
| Southeastern Film Critics Association Awards         | 2008 | The Dark Knight                                | Melhor ator coadjuvante              | Venceu    |
| Toronto Film Critics Association Awards              | 2008 | The Dark Knight                                | Melhor ator coadjuvante              | Venceu    |
| Washington D.C. Area Film Critics Association Awards | 2005 | Brokeback Mountain                             | Melhor ator                          | Indicado  |
| Washington D.C. Area Film Critics Association Awards | 2008 | The Dark Knight                                | Melhor ator coadjuvante              | Venceu    |
| MTV Movie Awards                                     | 2005 | Brokeback Mountain                             | Melhor Beijo (com Jake Gyllenhaal)   | Venceu    |
| MTV Movie Awards                                     | 2009 | The Dark Knight                                | Melhor Vilão                         | Venceu    |